# Тлень
Тлень (пол. Tleń) — село в Польщі, у гміні Осе Свецького повіту Куявсько-Поморського воєводства.
Населення — 306 осіб (2011).
У 1975-1998 роках село належало до Бидгощського воєводства.

## Демографія
Демографічна структура станом на 31 березня 2011 року:
|          | Загалом | Допрацездатний вік | Працездатний вік | Постпрацездатний вік |
| -------- | ------- | ------------------ | ---------------- | -------------------- |
| Чоловіки | 157     | 29                 | 111              | 17                   |
| Жінки    | 149     | 23                 | 84               | 42                   |
| Разом    | 306     | 52                 | 195              | 59                   |